# Jack Frost (folklore)
Pour les articles homonymes, voir Jack Frost.
 (juillet 2017).
Si vous disposez d'ouvrages ou d'articles de référence ou si vous connaissez des sites web de qualité traitant du thème abordé ici, merci de compléter l'article en donnant les références utiles à sa vérifiabilité et en les liant à la section « Notes et références ».

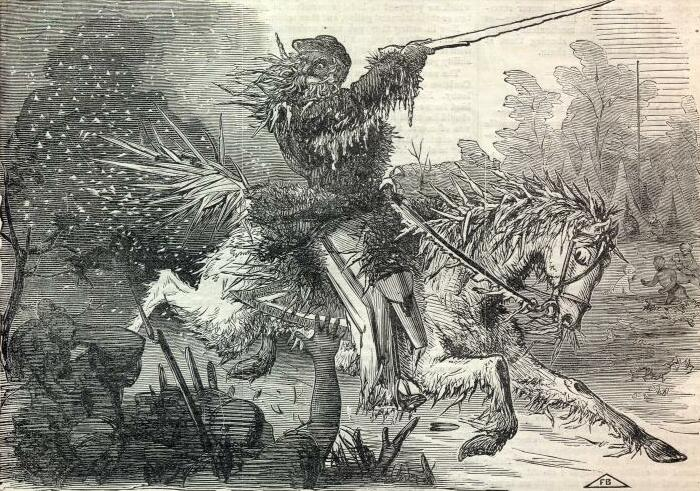
Gravure de Jack Frost du XIX le dépeignant comme un major-général des armées des États-Unis lors de la guerre de Sécession.

Jack Frost est un personnage, allégorie de l'hiver, issu de la culture anglo-saxonne. Il serait à l'origine du givre, des nez et des pieds glacés par le temps, et donnerait sa couleur au feuillage des arbres en automne et sa forme comparable à des feuilles de fougère au givre croissant sur les vitres.
Il est parfois considéré comme une variante du Old Man Winter (en).
Depuis le début du XXe siècle, Jack Frost est apparu dans de multiples œuvres de fiction (littérature, cinéma et télévision, chansons, jeux vidéo) comme un personnage mieux développé, parfois malicieux et sinistre.
Jack Frost est souvent dépeint comme un petit elfe, rapide, espiègle encore innocent avec un caractère d'enfant, disant souvent « hi-ho ». Il peut aussi devenir dangereux et geler les gens sur place, s'ils le mettent en colère. Son physique peut avoir des aspects hivernaux : les cheveux blancs, ses yeux de la couleur bleue, de la glace sur ses vêtements.
On lui prête un grand nombre de pouvoirs, comme la production d'air glacial, la glace, les précipitations comme la neige ou le verglas. Le plus souvent on lui prête juste le pouvoir de dessiner des superbes sculptures en givre sur la terre, les plantes et les fenêtres.
Il est présent dès la série de jeux vidéo Megami Tensei, présenté comme un petit bonhomme de neige avec un bonnet bleu et est la mascotte de la société Atlus.
En 1998, il apparait comme le personnage principal du film fantastique familial Jack Frost, réalisé par Troy Miller.
En 2012, il a été utilisé en tant que personnage principal dans le film Les Cinq Légendes (ou Le Réveil des Gardiens), film d'animation en 3D des studios DreamWorks Animation, réalisé par Peter Ramsey. Le film a été inspiré conjointement d'une œuvre romanesque : The Guardians of Childhood (en) (2011-2012) où Jack Frost n'apparaît qu'au bout du quatrième tome.
Il apparaît également dans la série de comics Fables, de Bill Willingham, parue chez Urban Comics - Label Vertigo.

## Origines
Il est parfois lié au viking Jokul Frosti « givre de glaçon »[réf. nécessaire], mais sans preuves, l'Oxford English Dictionary ne faisant pas un tel lien.
Selon diverses légendes, il serait le fils du dieu Kari, divinité du vent, mais il pourrait plutôt s'agir d'un composite de plusieurs personnages.
En Russie, il est nommé Grand-père Gel (Ded Moroz), représenté par un forgeron qui lie la Terre avec des chaînes de glace.
En Allemagne, c'est la Vieille Mère Gelée[réf. nécessaire], dont la croyance populaire raconte qu'elle secoue son lit de plumes blanches pour amener la neige (voir Dame Holle).